# 李蓘
李蔉（1531年3月10日—1608年7月20日），字于田，号少庄，晚年自号黄谷山人，河南南陽府內鄉縣順陽（今河南省淅川县李官桥镇）人，祖籍邓州长乐林（今邓州市孟楼镇长乐岭），明朝政治人物。

## 生平
嘉靖三十一年（1552年）壬子科河南鄉試第四十六名舉人，三十二年（1553年）癸丑科三甲第十名進士。選翰林院庶吉士，养病，三十七年七月病愈授檢討。由於李蔉為人清高，不諂媚，遭宰相嚴嵩陷害，被貶為山西陽城縣縣丞。歷任大名府推官、池州府同知、南京刑部員外郎、禮部儀制司郎中。李蔉因厌恶时政，无心当官，41岁时辞官回乡，隐居内乡县城东关自己开辟的“足园”（今内乡县菊潭公园），专心著述。後起為貴州副使，以病辭任，萬曆十一年（1583年）二月再起為山東副使，以病辭任。三十六年（1608年）病故。

## 家族
曾祖李貴，府同知；祖父李睺，知縣；父李宗木，號杏山，嘉靖十九年舉人，貢士，母王氏。弟李蔭（字于美，號岞客，生員，嘉靖四十三年舉人）、李蒓、李藇。

## 寫作風格
李蔉的写作风格多沿袭前七子之一的何景明，未能自成一家。有《李子田詩集》四卷、《一悅園稿》一卷。

## 著作
- 文集：《李翰林集》、《黄谷文集》、《仪唐集》、《李子田集》
- 诗集：《太史集》（收入《六李集》）
- 选注：《杜诗》、《宋艺圃集》、《元艺圃集》、《明艺圃集》

## 軼事
身为翰林院检讨的李蔉，其弟李荫长期为增广生员，却未能考取一官半职。李蔉在给李荫的信中说：“你今年增广，明年增广，不知增得多少？广得多少？”李荫回信说：“你今日检讨，明日检讨，不知检得什么？讨得什么？”